# 翻石鹬属
翻石鹬属（学名：Arenaria）是鹬科下的一个属。

## 下属物种
本属包括以下物种：
- 翻石鹬 Arenaria interpres (Linnaeus, 1758)
- 黑翻石鹬 Arenaria melanocephala (Vigors, 1829)